# Hippodrome d'Argentan
Hippodrome d'Argentan är en travbana i kommunen Urou-et-Crennes, ett par kilometer från Argentan. Banan arrangerar även galopplöp. Banans första lopp kördes under pingsten 1894.
Under andra världskriget och den förstörelse som orsakats av slaget om Normandie, tvingades travbanan att stänga fram till 1947. Det beslutades under 1968 att banan skulle byggas om till en modernare och större. I samband med nyinvigningen av banan 1969, kördes även banans största lopp för första gången, Critérium de vitesse de Basse-Normandie.